# Irma Blohm

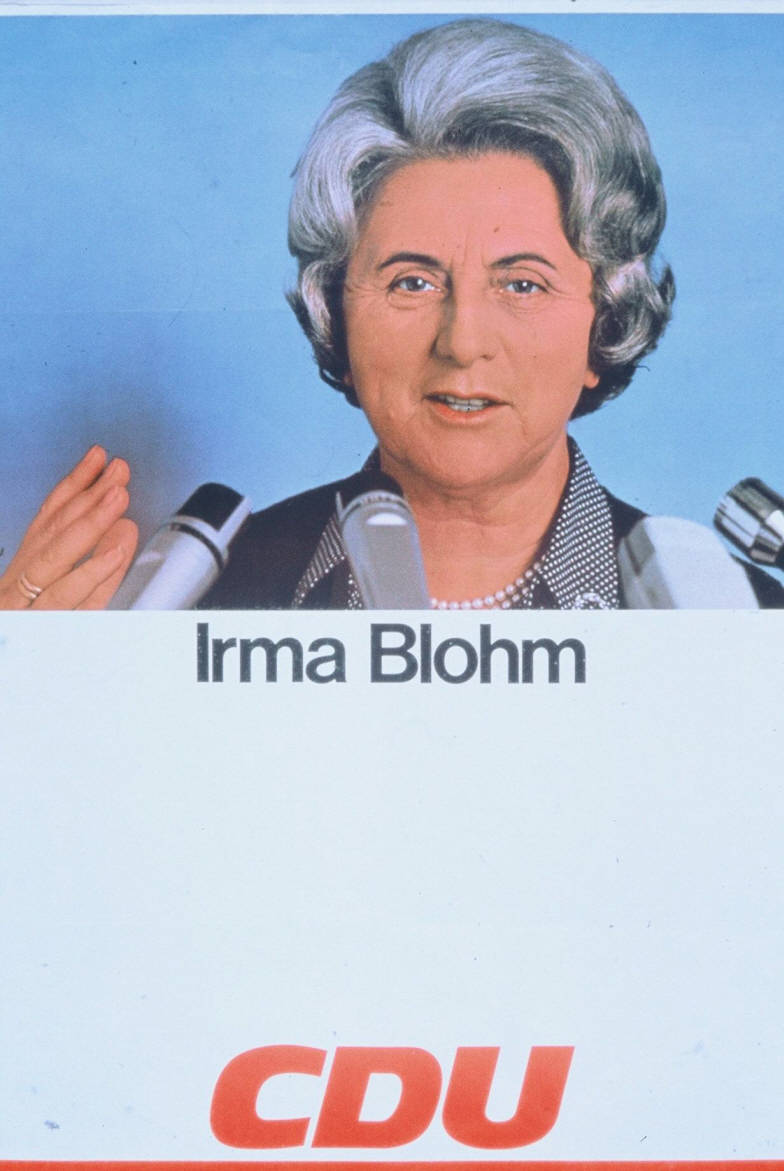
Personenplakat Irma Blohms zur Bundestagswahl 1972

Irma Blohm geb. Wolter (* 24. November 1909 in Altona/Elbe; † 29. Januar 1997 in Hamburg) war eine deutsche Politikerin der CDU.

## Leben und Beruf

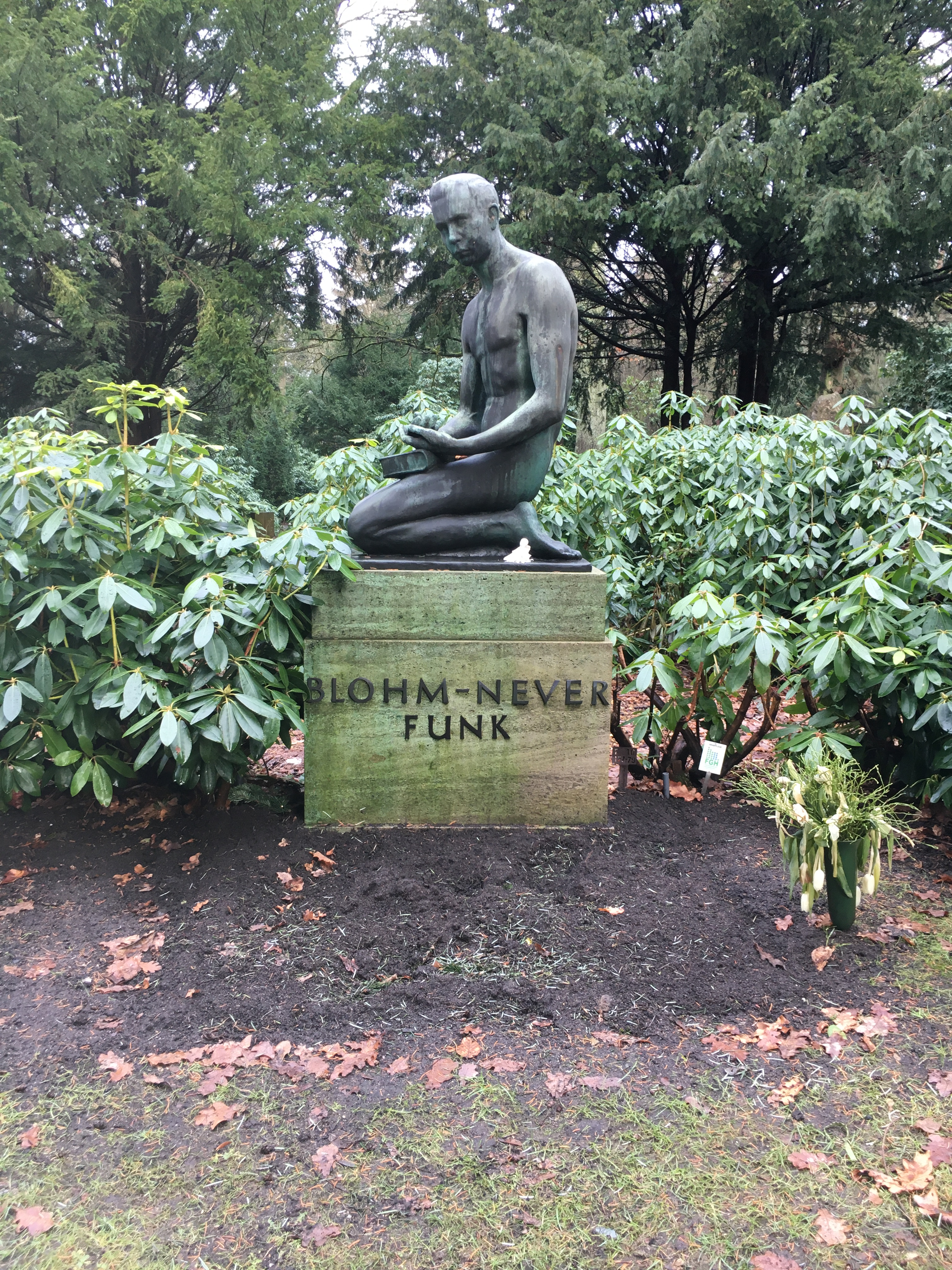
Grabstätte auf dem Friedhof Ohlsdorf

Blohm, die evangelischen Glaubens war, besuchte eine Privatschule, die sie mit der mittleren Reife verließ. Anschließend ließ sie sich zur medizinisch-technischen Assistentin ausbilden. 1935 heiratete sie den Arzt Never, der 1945 starb. Aus dieser Ehe hatte sie zwei Kinder.
Nach Kriegsende nahm sie ihre Berufstätigkeit wieder auf und war am Universitätskrankenhaus Eppendorf (UKE) tätig, wo sie den Arzt Blohm kennenlernte, den sie 1948 heiratete. Sie war zeitweilig stellvertretende Betriebsratsvorsitzende des UKE.
Irma Blohm wurde auf dem Friedhof Ohlsdorf beigesetzt. Die Grabstätte liebt im Planquadrat Y 10 nördlich von Kapelle 1.

## Partei
Irma Blohm war seit 1949 Mitglied der CDU, seit 1957 war sie stellvertretende Vorsitzende des CDU-Landesfrauenausschusses, seit 1970 Vorsitzende desselben. 1973 wurde sie stellvertretende Vorsitzende der Bundesfrauenvereinigung der CDU. Von 1969 an war sie stellvertretende Bundesvorsitzende Bundesfachausschusses für Gesundheitspolitik der CDU.

## Abgeordnete
Von 1949 bis 1953 war Blohm Mitglied der Bezirksversammlung Wandsbek und des Ortsausschusses Rahlstedt. Sie wurde auf der Liste des Vaterstädtischen Bundes Hamburg gewählt. 1953 wurde sie für den Hamburg-Block in die Hamburgische Bürgerschaft gewählt (bis 1957). Diese entsandte sie 1955 in die Deputation der Sozialbehörde.
Von 1957 bis 1969 gehörte Irma Blohm dem Deutschen Bundestag an. Vom 15. Oktober 1968 bis 1969 war sie stellvertretende Vorsitzende der CDU/CSU-Fraktion.

## Ehrungen
Irma Blohm erhielt 1957 das Ehrenzeichen der deutschen Ärzteschaft, 1968 das Bundesverdienstkreuz 1. Klasse. Außerdem wurde sie 1980 mit dem Großen Bundesverdienstkreuz ausgezeichnet.